# Cephalotes fossithorax
Espèce
Synonymes
Cephalotes fossithorax est une espèce de fourmis arboricoles du genre Cephalotes.

## Distribution
Cette espèce est trouvée dans le Sud de l'Amérique du Sud, en Argentine, et particulièrement dans la province du Rio Negro, ou l'espèce  a été enregistrée.

## Description
Comme les autres espèces du genre Cephalotes, elles sont caractérisées par l'existence de soldats spécialisés dotés d'une tête surdimensionnée et plate ainsi que des pattes plus plates et plus larges que leurs cousines terrestres. Elles peuvent ainsi se déplacer d'un arbre à un autre dans une forêt.
Elle fut décrite et classifiée pour la première fois par l'entomologiste suisse Félix Santschi en 1921.